# Lacus Gaudii

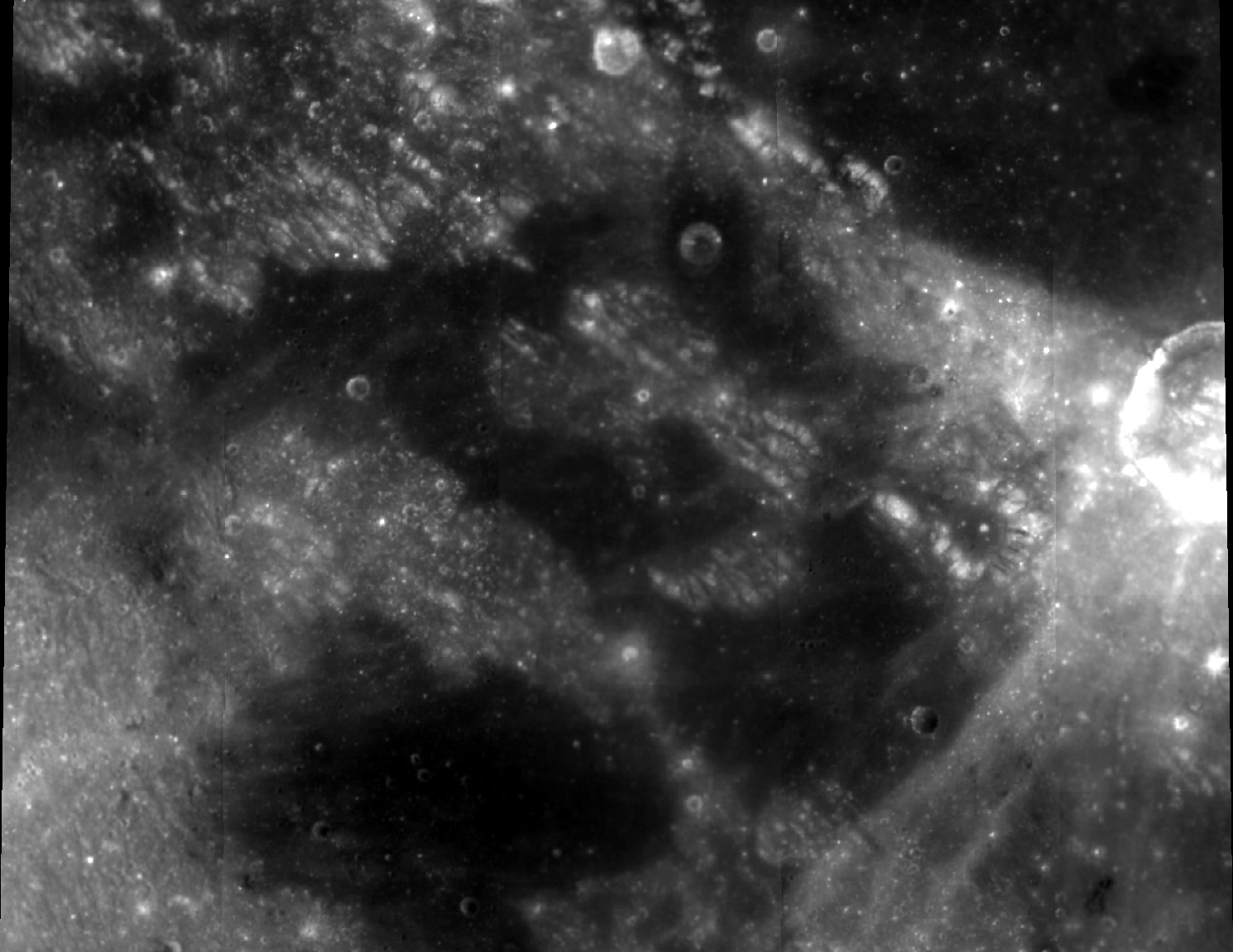
Lacus Gaudii

Il Lacus Gaudii ("Lago della gioia", in latino) è un piccolo mare lunare situato nella regione della Terra Nivium. Ha un'estensione di circa 113 km.